# 15851 Крісфлемінґ
15851 Крісфлемінґ (15851 Chrisfleming) — астероїд головного поясу, відкритий 13 січня 1996 року.
Тіссеранів параметр щодо Юпітера — 3,330.